# Kushiyaki
Kushiyaki (串焼き Kushiyaki) là một món ăn phổ biến bao gồm các món ăn chứa và không chứa thịt gia cầm, chúng được xiên lên và nướng. Hiện nay, nhiều nhà hàng đã gộp tất cả những món ăn này thành 2 nhóm: kushimono (串物 kushimono) và  yakimono (焼き物).

## Yakitori và Kushiyaki

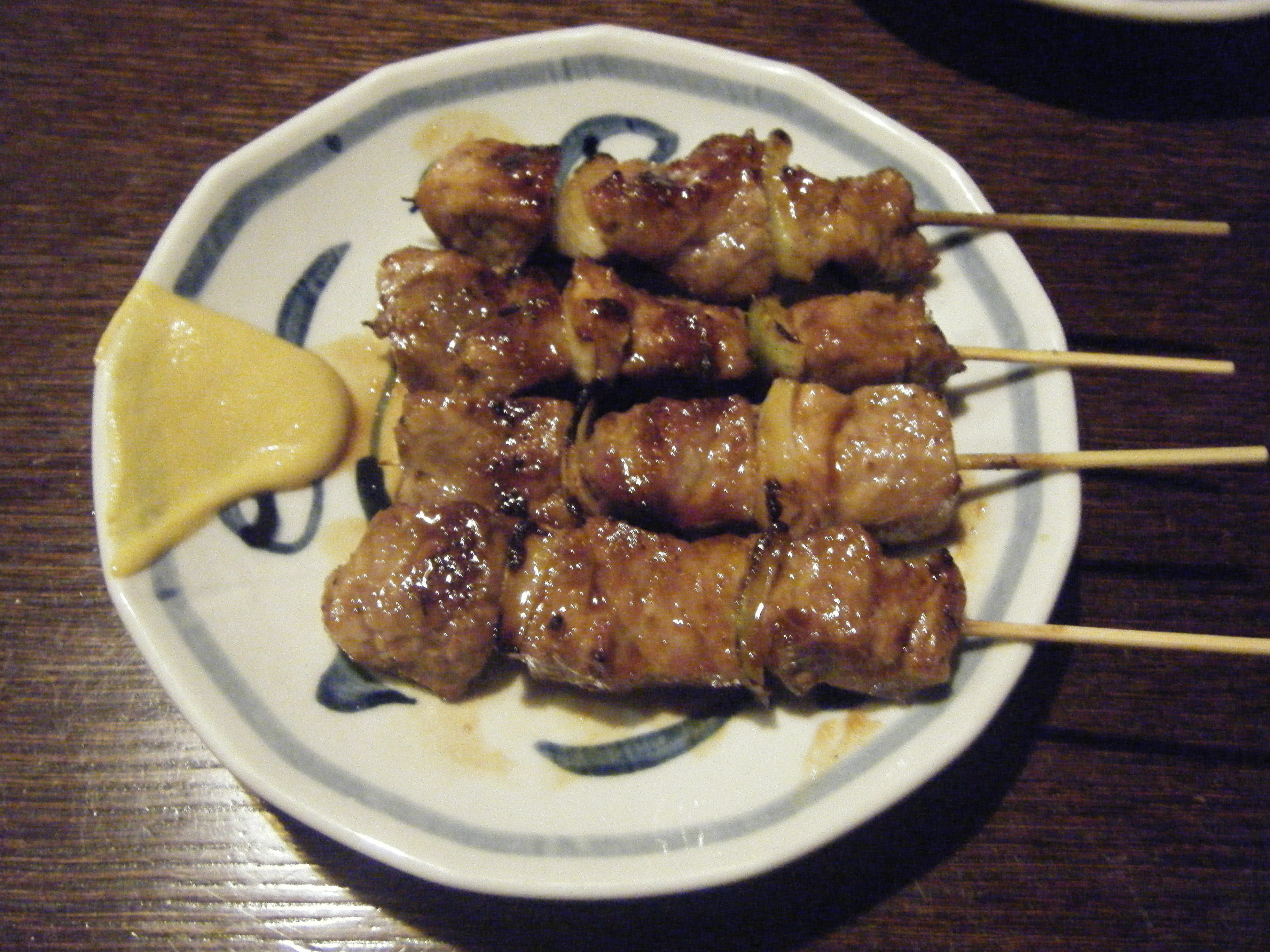
Món Yakitori vùng Muroran thực chất được làm từ thịt lợn, không phải thịt gà.

Trong ngôn ngữ Nhật Bản, hai thuật ngữ yakitori và kushiyaki đều có thể thay thế cho nhau dùng chỉ các món thịt xiên nói chung; tuy nhiên, khi đề cập đến một món ăn cụ thể, từ yakitori sẽ không được sử dụng trừ khi  nguyên liệu chính của nó là thịt gà. Từ ngữ trên cũng được sử dụng trong trường hợp món ăn có thịt chân giò, chẳng hạn như thịt chân giò lợn nướng xiên được nấu với nước sốt giống như yakitori; đó là lý do tại sao ở một số vùng như Muroran, thịt chân giò xiên nướng cũng được gọi là "yakitori", thay vì tên gọi gốc là yakiton (やきとん yakiton)  .
Mặc dù kabayaki cũng là món ăn xiên que và nướng trên than, song nó hiếm khi được gọi là kushiyaki vì món ăn này không được phục vụ trên xiên.
Ngoài ra, tại các nhà hàng cao cấp, món cá xiên nướng nguyên con với muối và được phục vụ sau khi rút xiên bao gồm cá tráp biển ( tai ) và cá nước ngọt ( ayu ) cũng không được gọi là kushiyaki, mà gọi là shioyaki (nghĩa đen là "nướng với muối"). Tại các quầy bán đồ ăn hoặc yatai, ayu được bán theo xiên.

## Nguyên liệu chính
Để món ăn có thể chín đều, nguyên liệu chế biến sẽ được cắt thành những hình dạng nhỏ, gần như đồng nhất. Xiên hoặc kushi được làm bằng tre hoặc cây bách Nhật Bản, và hình dạng cũng như chiều dài khác nhau để sử dụng cho từng loại thực phẩm: ví dụ như xiên có hình dạng phẳng hơn sẽ được sử dụng cho thịt băm.

### Các loại thịt
- Thịt bò ( gyūniku ), thịt lợn ( butaniku ) sụn ( nankotsu ) và thịt ngựa ( baniku ).

### Hải sản
- cá nước ngọt (ayu), cá thu ngựa Đại Tây Dương được băm nhỏ và tẩm gia vị (aji), cá mòi (iwashi), tôm lớn và tôm thường (ebi), sò điệp Nhật Bản (hotate), mực ống và mực nang (ika).

### Rau
- Hành tây (tamanegi), cà tím (nasu),[4] cà chua bi, khoai tây, bí ngô (kabocha), hành lá (negi), hạt bạch quả (ginnan), ớt chuông xanh (pīman), tỏi (ninniku), tiêu Nhật ( shishitō ).

### Nguyên liệu bài trí
- Tōfu,[4] nattō, cơm hấp.[5]

## Gia vị
Gia vị Kushiyaki chủ yếu được chia thành hai loại: mặn và mặn ngọt. Loại mặn thường sử dụng muối thường làm gia vị chính. Đối với loại mặn-ngọt, một loại nước sốt đặc biệt bao gồm rượu mirin, rượu sake, nước tương và đường được sử dụng. Các loại gia vị phổ biến khác bao gồm bột ớt cayenne, shichimi, tiêu Nhật, tiêu đen, karashi và wasabi, tùy theo khẩu vị của mỗi người.

## Bài trí
Những món ăn kèm để bài trí thức ăn cũng sẽ được tính trong biên lai nhà hàng:
- pīman no nikuzume (ピーマンの肉詰め?), ớt chuông nhồi thịt chân giò băm nhỏ.
- tomato no bēkon maki (トマトのベーコン巻き?), thịt lợn xông khói bọc cà chua bi.
- fukuro (袋?),đậu phụ mỏng chiên (aburaage) bọc nattō
- gyūtan (牛タン?) lưỡi bò thái lát mỏng.
- butabara (豚ばら?)
- atsuage dōfu (厚揚げ豆腐?) đậu phụ thái dày chiên ngập dầu
- enoki maki (エノキ巻き?), thịt chân giò cắt lát bọc nấm enoki
- asuparabēkon (アスパラベーコン?), thịt lợn xông khói bọc măng tây.

## Hình ảnh

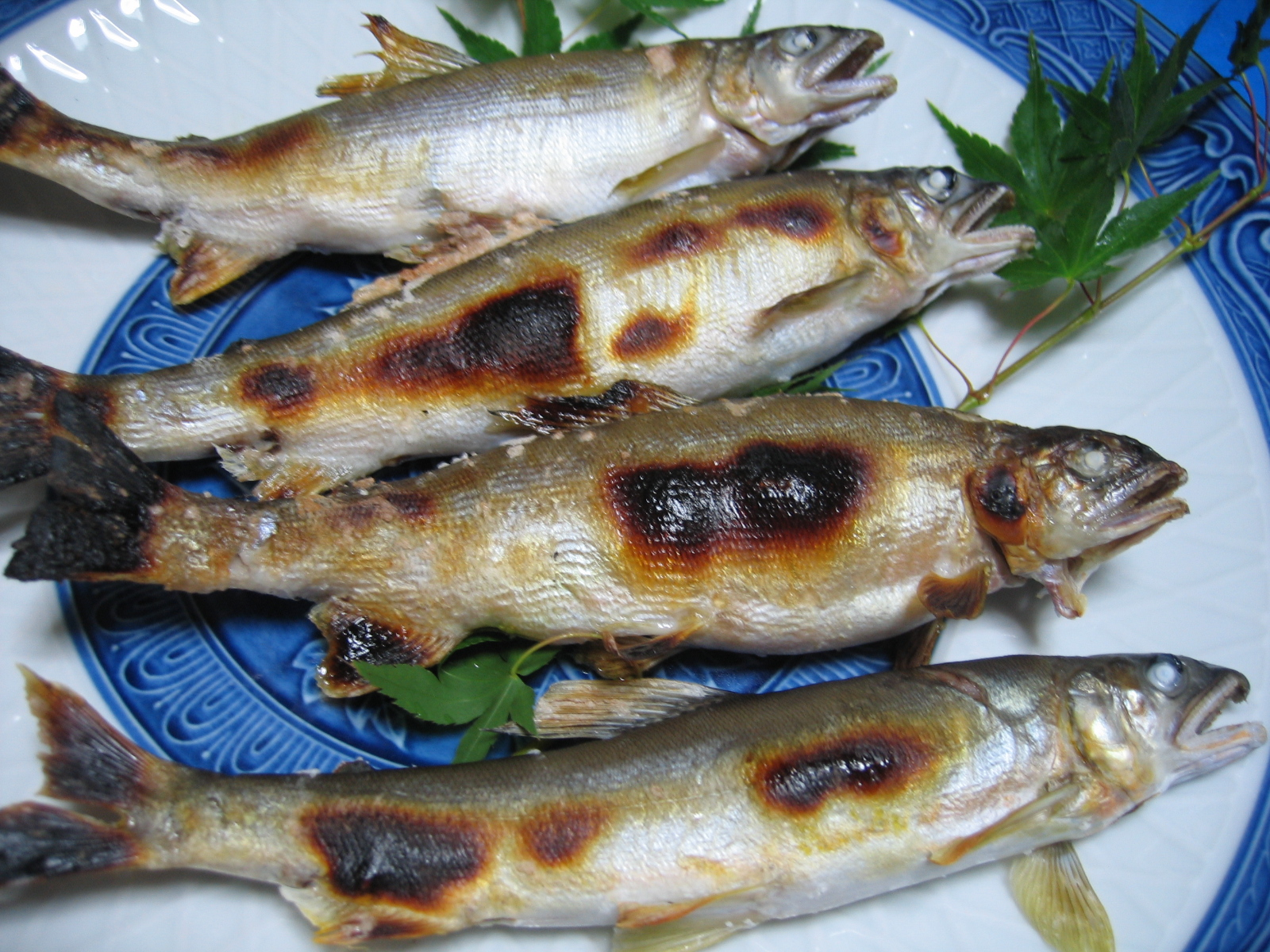
Shioyaki.
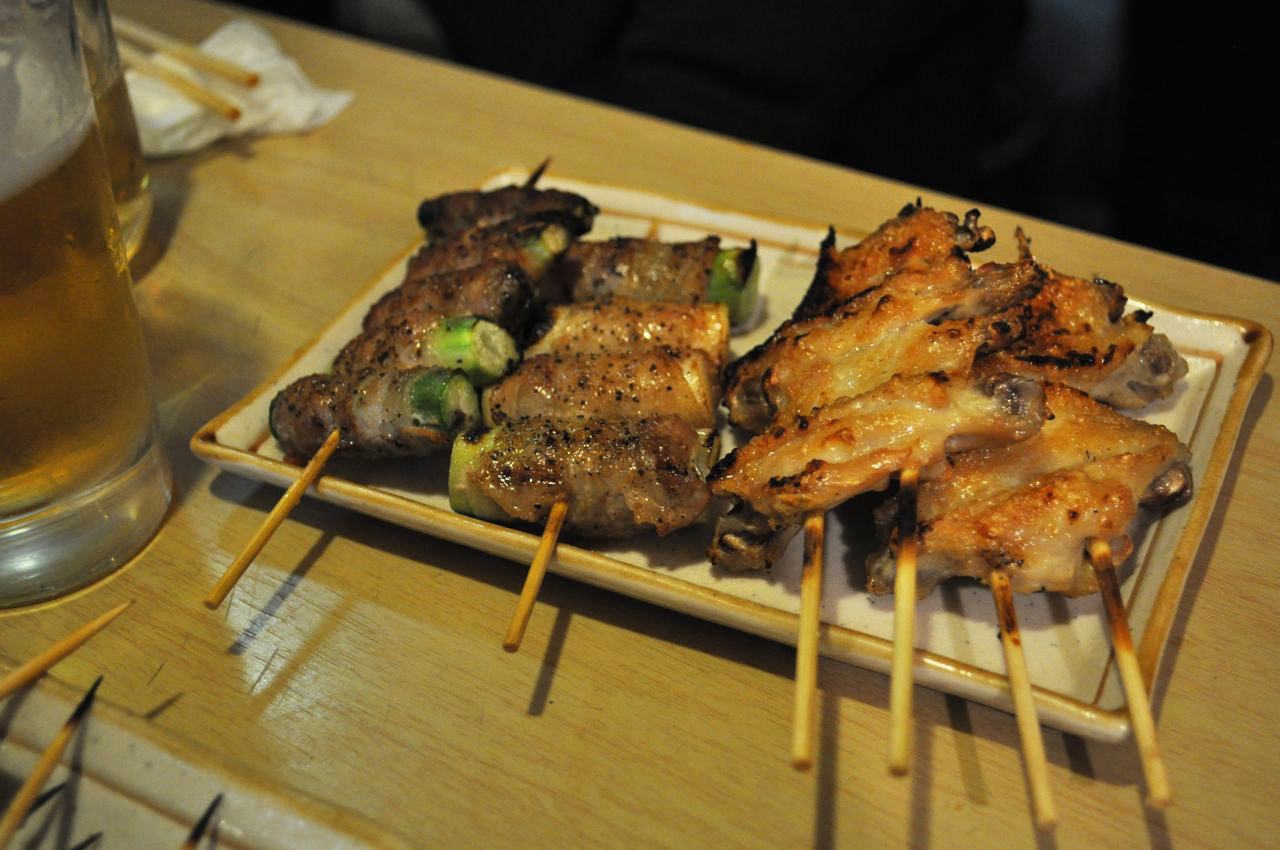
Asuparamaki (măng tây bọc thịt lợn thái lát mỏng)
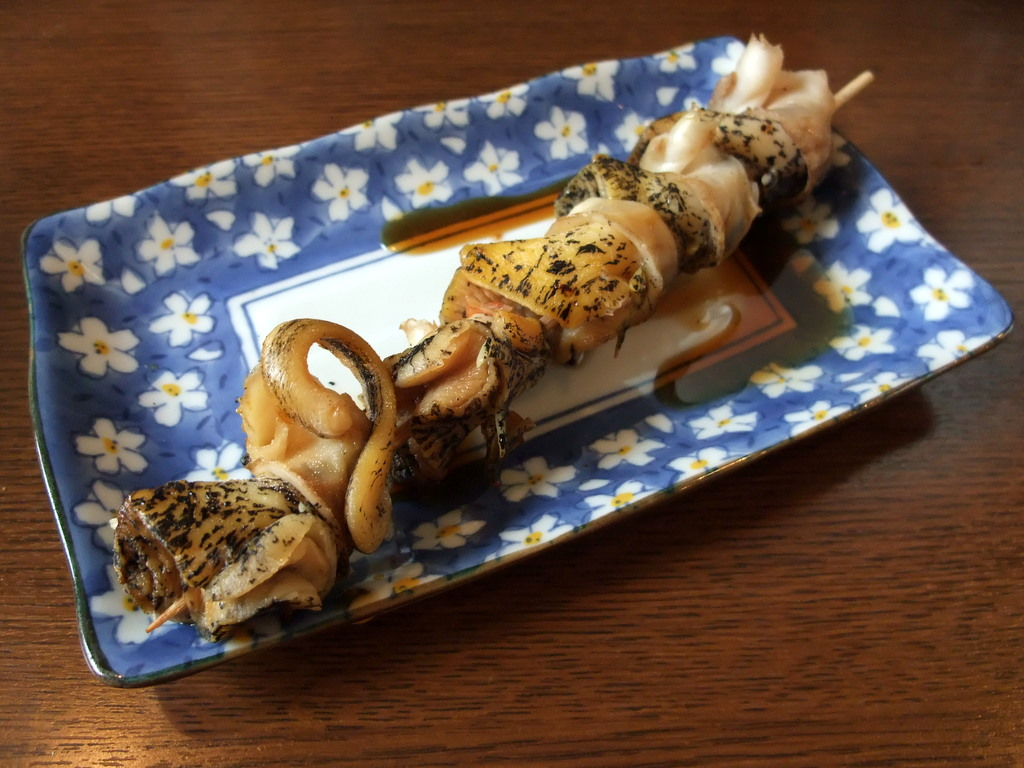
Tsubugai
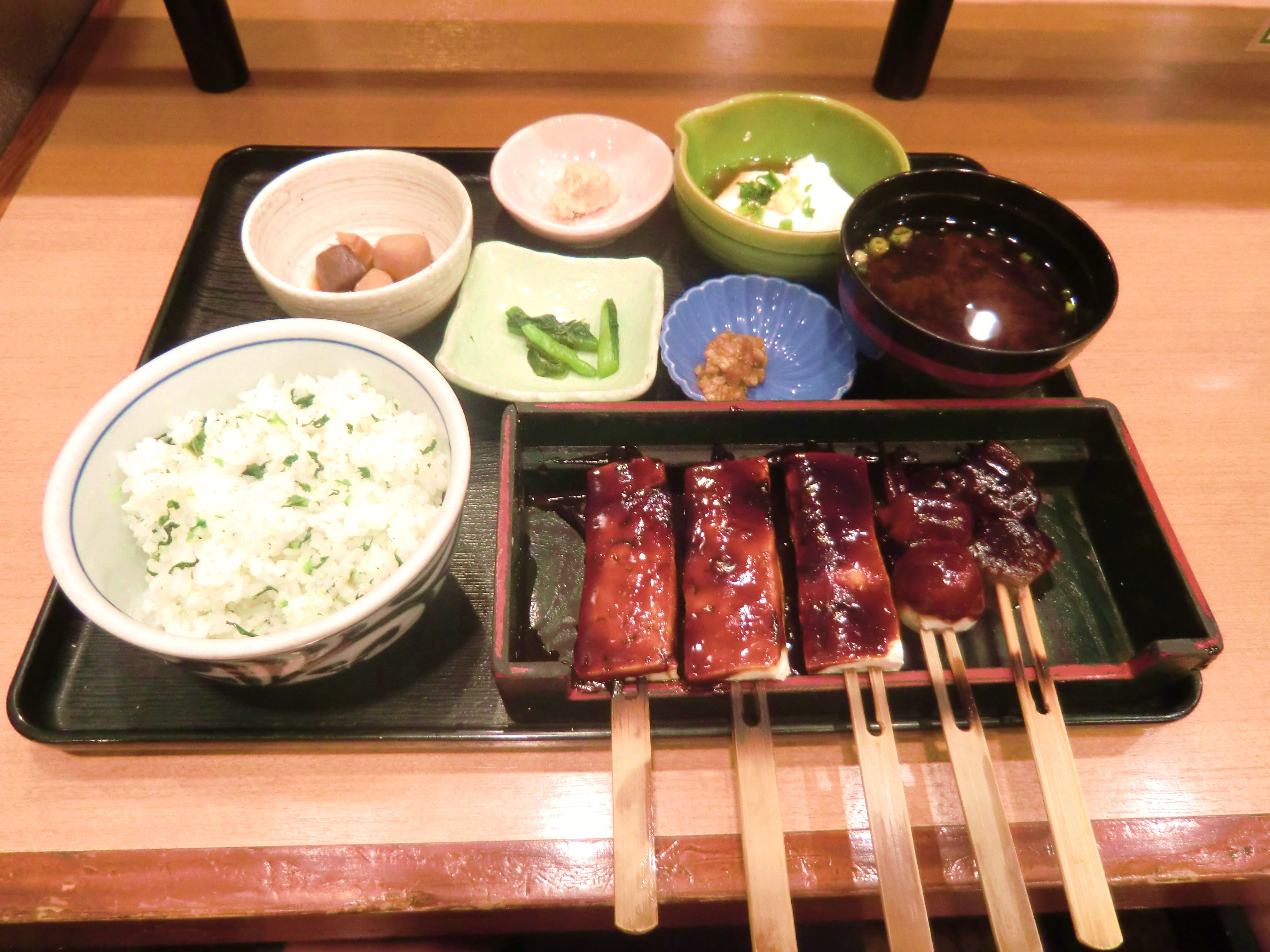
Tōfu dengaku phục vụ theo phong cách teishoku
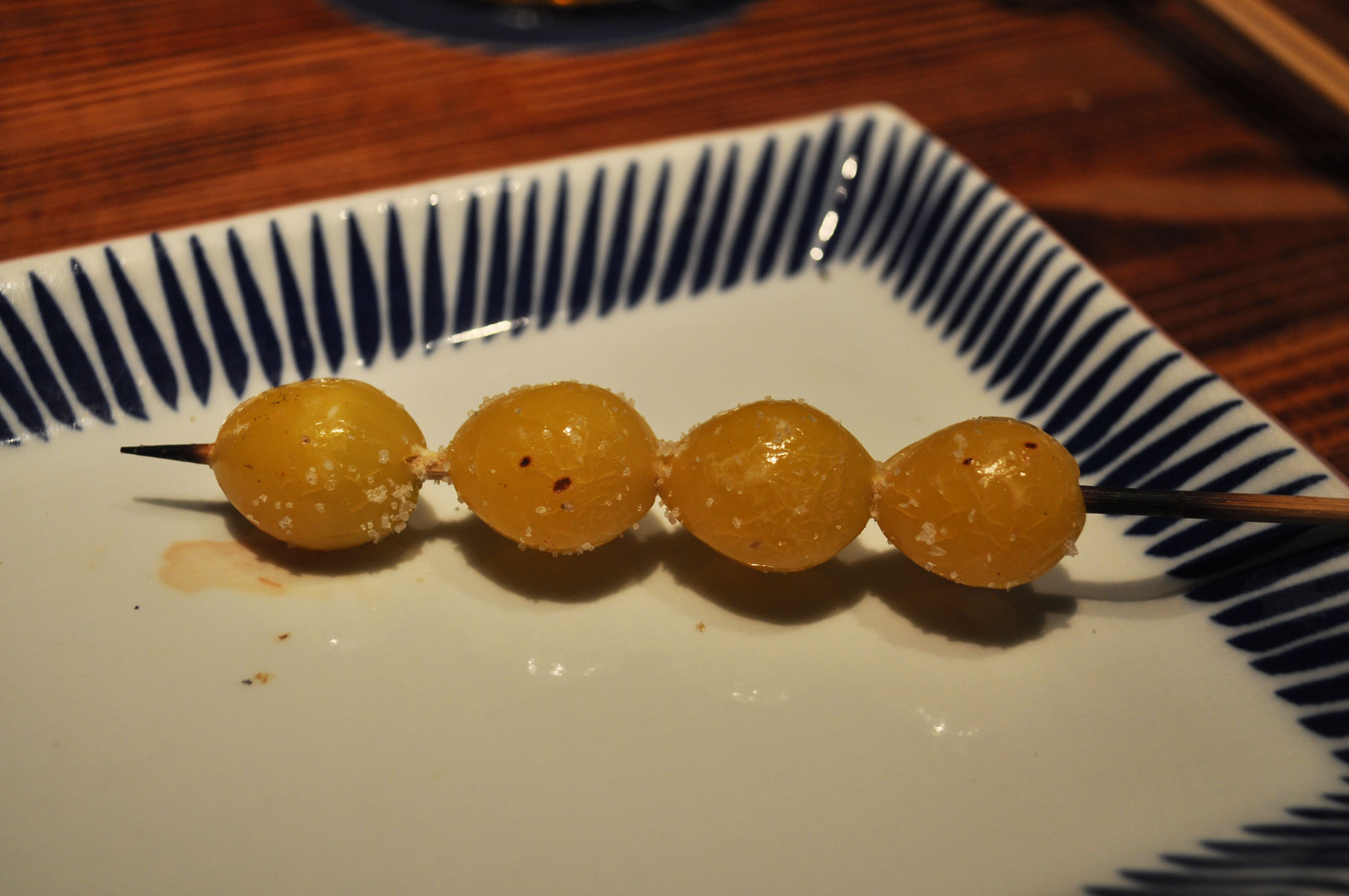
Hạt Bạch quả xiên.
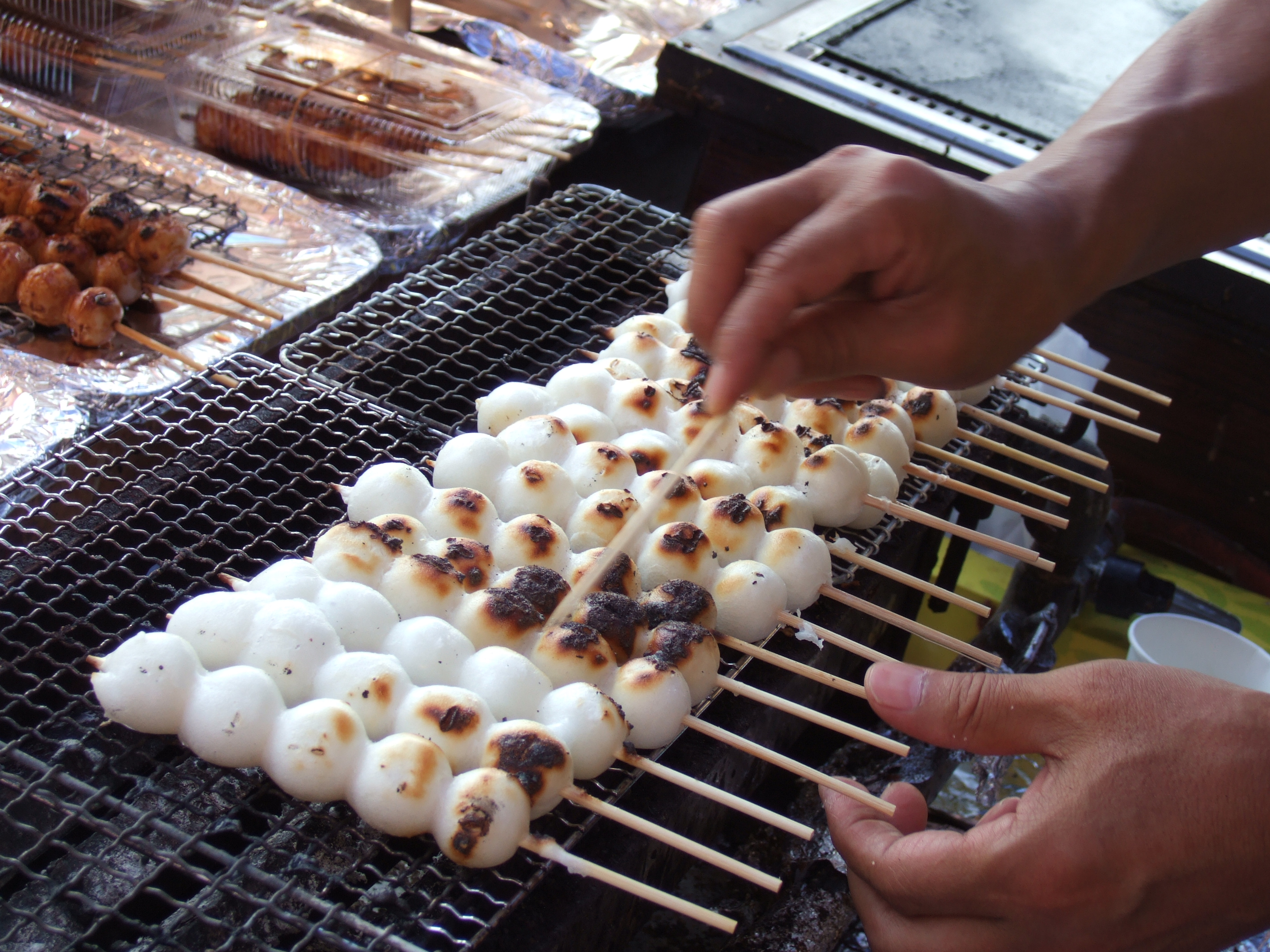
Mitarashi dango